# Resolution 2037 des UN-Sicherheitsrates
Mit der Resolution 2037 des UN-Sicherheitsrats wurde beschlossen, das Mandat der UNMIT in Osttimor unter Beibehaltung der seinerzeit genehmigten Personalstärke bis zum 31. Dezember 2012 zu verlängern und gebilligt, die Personalstärke nach dem erfolgreichen Abschluss des Wahlprozesses 2012 stufenweise abzubauen. Die Resolution wurde am 23. Februar 2012 unter Hinweis auf die Resolutionen 1599, 1677, 1690, 1703, 1704, 1745, 1802, 1867, 1912 und 1969 einstimmig angenommen.

## Hintergrund
Nach den Unruhen von 2006 sorgte die der Integrierte Mission der Vereinten Nationen in Timor-Leste (UNMIT) zusammen mit der International Stabilization Force (ISF) für die Wiederherstellung von Ruhe und Ordnung und einer Stabilisierung des Landes. Anfang 2012 war Osttimor auf einem guten Weg. Nagelprobe sollten die Präsidentschafts- und Parlamentswahlen 2012 werden.

## Die Resolution
Der Sicherheitsrat begrüßte die Stabilisierung der Lage in Osttimor seit den Unruhen von 2006 und den Wiederaufbau der staatlichen Strukturen, wie zum Beispiel der Übernahme der vollen Verantwortung für die innere Sicherheit durch die Nationalpolizei Osttimors (PNTL). Auch die Erweiterung der Fähigkeiten der Verteidigungskräfte Osttimors (F-FDTL), die sich nun selbst an den UN-Missionen UNFIL und UNMISS beteiligten, wurde lobend zur Kenntnis genommen. Zur Kenntnis wurde auch Osttimors Beitrag zu den g7+-Staaten genommen.
Mit der neuen Resolution wurde die Verlängerung des Mandates der UNMIT bis zum 31. Dezember 2012 beschlossen. An diesem Tag wurde auch das Ende der Mission geplant, bei erfolgreicher Durchführung der Präsidentschafts- und Parlamentswahlen. Die politischen Führer aller Parteien wurden aufgefordert ihre gemeinsame Arbeit zur Friedenssicherung fortzuführen, die UNMIT sollte das weiter unterstützen.

## Folgen
Die Wahlen 2012 verliefen weitgehend friedlich und die Lage blieb stabil. Neuer Staatspräsident wurde der unabhängige Kandidat Taur Matan Ruak. Von der alten Regierungskoalition Aliança da Maioria Parlamentar (AMP) konnte die größte Partei Congresso Nacional da Reconstrução Timorense (CNRT) die meisten Stimmen gewinnen, die oppositionelle FRETILIN wurde zweitstärkste Kraft. Der CNRT bildete schließlich eine Koalition mit der Partido Democrático (PD) und der Frenti-Mudança (FM).
Das Mandat der UNMIT endete planmäßig am 31. Dezember 2012.